# Indol
Indol là dị vòng có công thức là C8H7N và chứa một nguyên tử nitơ. Dị vòng indol có trong amino acid tryptophan và rất giống dị vòng xcatol. Dị vóng indol chỉ khác dị vòng xcatol ở chỗ dị vòng indol thiếu một nhóm metyl. Cũng như xcatol, indol có mùi phân.